# Deep in the Woods – Allein mit der Angst
Deep in the Woods – Allein mit der Angst ist ein französischer Horrorfilm aus dem Jahr 2000.

## Handlung
Eine Gruppe junger Schauspieler folgt einem Auftrag in ein Schloss in einem von der Außenwelt abgeschnittenen Wald. Dort sollen sie auf Wunsch des Barons Axel de Fersen (François Berléand) das Märchen Rotkäppchen aufführen. Bald schon merken sie, dass die in dem Schloss lebenden Personen (der Baron, sein Enkel Nicolas sowie der Wildhüter Stephane) nicht nur an dem Märchen interessiert sind, sondern ganz andere Vorlieben haben. Stephane zum Beispiel entpuppt sich als polizeilich gesuchter Vergewaltiger.
Nachdem das erste Mitglied der Schauspieltruppe verschwunden ist, wollen die anderen fliehen, doch die Gruppe wird immer kleiner, bis zum Schluss nur noch zwei Personen übrig bleiben und zusammen mit Nicolas fliehen können.

## Kritiken
„Die Story von fünf Freunden, die auf einem abgelegenen Waldschloss "Rotkäppchen" aufführen und danach vom bösen Wolf terrorisiert werden, ist so willkürlich wie albern. Visuell hat der Film seine starken Momente, und überhaupt macht nichts so viel Spaß wie eine schöne Mordintrige - vorausgesetzt, man fällt ihr nicht zum Opfer, weil ein unerfahrener Regisseur sein Spielfilmdebüt vermasselt.“

## Besonderheiten
Auf der DVD befindet sich der Kurzfilm „Ebene 9“, der unter der Regie von Maren Ade vom Bayerischen Rundfunk und von Janine Jackowski produziert wurde. Die beiden Hauptrollen spielen Frank Giering und Laura Tonke.